# Marta Skarlandtová
Marta Skarlandtová (rozená Heinová; * 12. února 1948 Hranice) je televizní hlasatelka, moderátorka, tlumočnice, scenáristka a překladatelka z angličtiny.

## Biografie
Jejím bratrem je herec Milan Hein, v roce 1975 se vdala za Zdeňka Skarlandta, kytaristu countryové skupiny Kamarádi táborových ohňů.
Od roku 1965 až do roku 1994 pracovala v České televizi (dříve Československé televizi). V Československé televizi byla zavedena jakožto specialistka na vícejazyčné moderování mezinárodních společenských akcí (například na soutěže a festivaly společenského tance). Po roce 1994 moderovala i scenáristicky zajišťovala v České televizi (coby externí spolupracovnice) televizní pořad Nedělní ráno, jenž byl vysílán do roku 2000.
V anketě TýTý se umístila nejlépe v roce 1991, kdy v kategorii Hlasatel/Hlasatelka dne skončila na 3. místě.
Krátce se angažovala i politicky. Ve volbách v červnu 1990 zasedla zastupujíc český národ do české části Sněmovny národů Federálního shromáždění (volební obvod Jihočeský kraj) za Občanské fórum. Na plénu vystoupila jen jednou a již v červenci 1990 na mandát rezignovala.